# Ligne de Sotteville à Rouen-Rive-Gauche
La ligne de Sotteville à Rouen-Rive-Gauche est une courte (1,273km) ligne de chemin de fer française à écartement standard. Elle relie Sotteville à la gare de Rouen-Rive-Gauche et permet l'accès aux voies du port de Rouen-rive gauche.

## Histoire
La ligne est concédée, à titre éventuel, sous la dénomination vague de « raccordements de Rouen » par l'État à la Compagnie des chemins de fer de l'Ouest par une convention signée entre le ministre des Travaux publics et la compagnie le 17 juillet 1883. Cette convention est approuvée par une loi le 20 novembre suivant. Elle est déclarée d'utilité publique par un décret le 28 mars 1894 qui rend la concession définitive.

## Caractéristiques

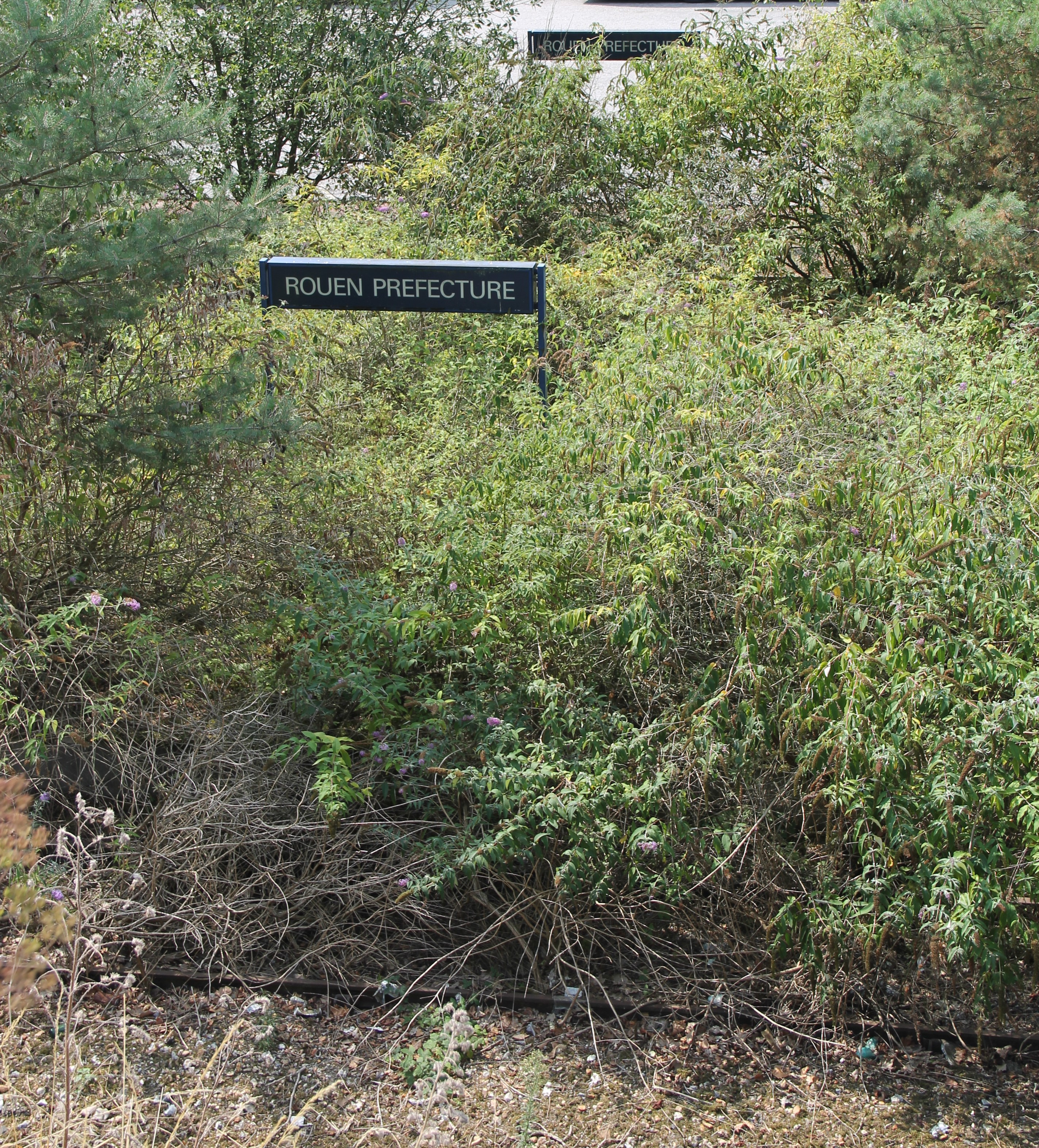
Vestiges de l'ancienne gare de Rouen-Préfecture

La ligne débute au triage de Sotteville, dont elle sort par deux voies principales passant sous la ligne Paris-Rouen en amont de la bifurcation d'Eauplet. Elle est ensuite rejointe sur sa droite par les deux voies d'un raccordement direct situé immédiatement à la sortie du viaduc d'Eauplet, permettant de relier la rive gauche du port à Amiens, le Havre et Dieppe. Après avoir laissé sur sa gauche les voies menant aux deux quais d'une éphémère gare en cul-de-sac dite de Rouen-Préfecture, aménagée à partir de 1979 et aujourd'hui abandonnée, elle pénétrait dans une tranchée couverte construite après la guerre parallèlement à la Seine à une distance d'une cinquantaine de mètres du bord des quais, dont le plafond supportait une voie publique surplombant le fleuve d'une dizaine de mètres, dénommée quai Jacques-Anquetil (ancien Cours La Reine). Peu après l'entrée de cette tranchée, elle se terminait à l'ancienne gare de Rouen-Saint-Sever, naguère utilisée comme halte dans le cadre du trafic voyageurs pour Elbeuf-ville jusqu'à sa suppression en décembre 1965, et ponctuellement comme terminus provisoire des trains de et pour Paris en cas d'interception du tunnel Sainte-Catherine. Elle a été électrifiée en janvier 1983.

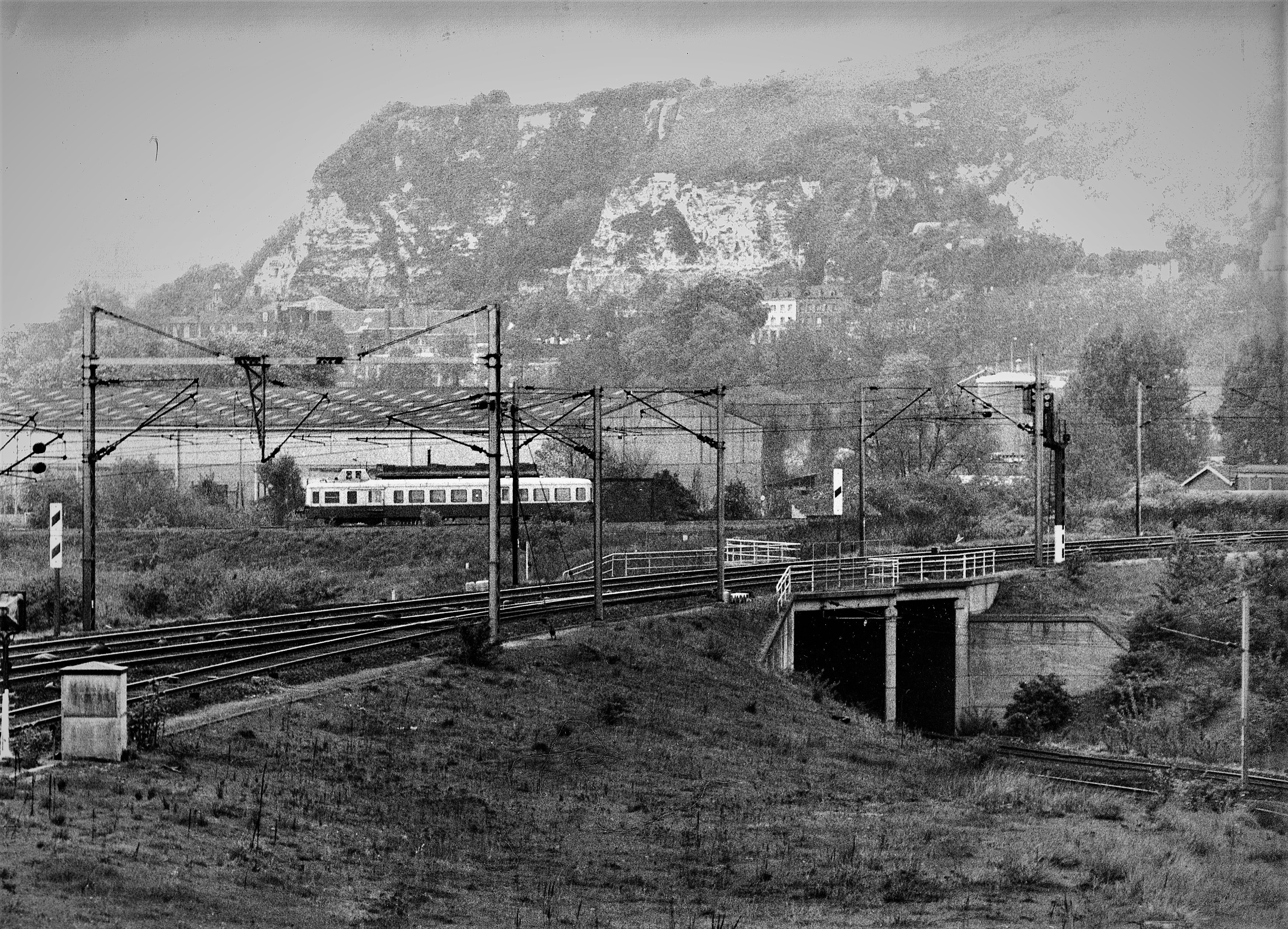
Autorail X 3800 empruntant à la sortie du viaduc d'Eauplet le raccordement non électrifié vers le port rive gauche en 1978. La ligne passe sous les voies principales Paris-Rouen.

Au terme de quelques semaines de travaux de démolition, à l'été 2022, la tranchée et la voie publique qui la couvrait ont disparu. Seul subsiste encore le quai central de l'ancienne gare, son dernier vestige, sans doute condamné à disparaître lui aussi après un probable remaniement du plan des voies. L'opération, qui nécessitait l'enlèvement des caténaires sur la portion concernée par les travaux a été l'occasion de mettre hors tension l'ensemble des installations de la ligne de Rouen-Gauche à Petit-Couronne qui la prolonge, dont le trafic, en baisse sensible, est désormais exclusivement assuré en traction thermique.

## Exploitation
Cette ligne est exploitée dans les mêmes conditions que la ligne de Rouen-Gauche à Petit-Couronne, dont elle est l'accès et le débouché principal.